# Список королей Италии

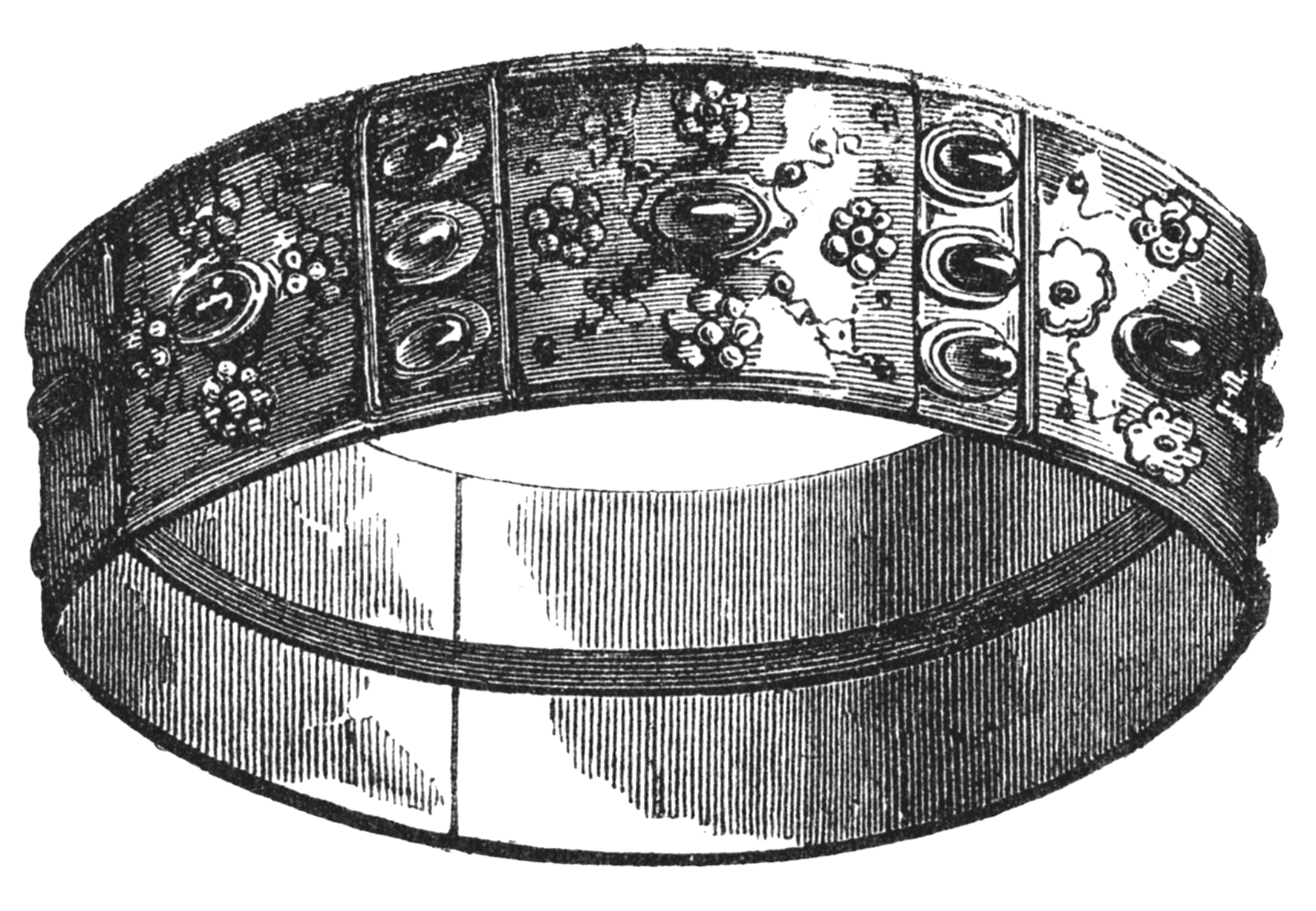

Коро́ль Ита́лии (лат. rex Italiae, итал. re d'Italia) — титул правителей нескольких исторических королевств:
- Раннесредневекового Королевства Италия, одного из варварских королевств в V—X веках. Первым правителем, претендовавшим на титул короля Италии, был руг Одоакр, затем остготские и лангобардские короли, в IX—X веках ветвь Каролингов и ряд других претендентов. Ни один из германских королей Италии (кроме Одоакра) в этот период не контролировал весь Апеннинский полуостров. В 962—1806 годах титул короля Италии был соединён с титулом императора Священной Римской империи.
- Королевства Италия, созданного в 1805 Наполеоном I в северной части полуострова (столица — Милан, правопреемник Цизальпинской (1797—1802) и Итальянской (1802—1805) республик). Единственным монархом этого государства (до 1814) был сам Наполеон, вице-королём — его пасынок Евгений Богарне;
- Королевства Италия, созданного в 1861 после объединения Италии. В нём царствовали монархи Савойской династии, раньше правившей в Сардинском королевстве с центром в Турине; в 1870 столица единой Италии была перенесена в Рим. Королевство просуществовало до отмены монархии в июне 1946.

## Короли в Италии по периодам

### Королевство Одоакра
- 476 — 493: Одоакр (ок.433—493)

### Королевство остготов(493—553)
- 493 — 526: Теодорих Великий (451—526)
- 526 — 534: Аталарих (516—534)
- 526 — 534: Амаласунта (ум. 535)
- 534 — 536: Теодахад (ум. 536)
- 536 — 540: Витигес (ок.500—542)
- В 540 году корону остготов предлагали византийскому полководцу Велизарию, но он отказался.
- 540 — 541: Ильдебад (ум. 541)
- 541 — 541: Эрарих (ум. 541)
- 541 — 552: Тотила (ум. 552)
- 552 — 552: Тейя (ум. 552)

### Лангобардское королевство(568—814)
- 568 — 572: Альбоин (ум. 572)
- 572 — 574: Клеф (ум. 574)
- 574 — 584: Правление герцогов
- 584 — 591: Аутари (ум. 591)
- 591 — 616: Агилульф (ум. 616)
- 616 — 626: Аделоальд (ум. 626)
- 626 — 636: Ариоальд (ум. 636)
- 636 — 652: Ротари (ум. 652)
- 652 — 659: Родоальд (ум. 659)
- 659 — 662: Ариперт I (ум. 662)
- 662 — 662: Гондиперт (ум. 662)
- 662 — 672: Гримоальд (ум. 672)
- 672 — 672: Гарибальд (ум. 672)
- 672 — 691: Бертари (ум. 691)
- 686 — 700: Куниперт (ум. 700)
- 700 — 701: Лиутперт (ум. 701)
- 701 — 701: Рагинперт (ум. 701)
- 701 — 712: Ариперт II (ум. 712)
- 712 — 712: Анспранд (ум. 712)
- 712 — 744: Лиутпранд (ум. 744)
- 744 — 736: Гильдепранд (ум. 744)
- 744 — 749: Ратхис (ум. 749)
- 749 — 756: Айстульф (ум. 756)
- 756 — 774: Дезидерий (ум. ок. 786)

В 774 году Лангобардское королевство было завоёвано королём франков Карлом Великим, который короновался в Павии как король лангобардов.
- 774 — 814: Карл Великий (747—814), король франков с 768, император Запада с 800

### Франкское Итальянское королевство(781—963)
В 781 году Карл Великий выделил своему сыну Пипину Италию как королевство, вассальное франкскому королевству (с 800 империи).
- 781 — 810: Пипин (777—810)
- 812 — 818: Бернардо (ок. 797—818)
- 818 — 855: Лотарь I (795—855), император Запада с 817, король Баварии 814—817, король Срединного королевства с 843
- 844 — 875: Людовик I (825—875), король Прованса с 863, император с 855
- 875 — 877: Карл II Лысый (823—877), король Алеманнии 831—833, король Аквитании 839—843, 848—854, король Западно-Франкского королевства с 840, император с 875
- 877 — 879: Карломан (830—880), король Баварии с 876
- 879 — 887: Карл III Толстый (839—888) — король Восточно-Франкского королевства 876—887 (до 882 король Алеманнии и Реции), король Западно-Франкского королевства с 884—887, король Лотарингии (Карл II) с 882—887, император 881—887

После свержения Карла Толстого в 887 году королевство стало фактически независимым, короли стали выборными.
- 888 — 924: Беренгар I Фриульский (850—924), маркграф Фриульский с 874, император с 915. Признал своим сеньором короля Восточно-Франкского королевства Арнульфа Каринтийского, свергнут Арнульфом в 896 году, после ухода которого до 898 года королевство было разделено на 2 части
- 889 — 894: Гвидо Сполетский (ум. 894), маркграф Камерино с 876, маркграф и герцог Сполето с 882, император с 891, противник Беренгара Фриульского
- 891 — 898: Ламберт Сполетский (ум.896), маркграф и герцог Сполето и Камерино 894—895, император с 894
- 896 — 899: Арнульф Каринтийский (ок. 850—899), король Восточно-Франкского королевства с 887, император с 896
  - 896: Ратольд, вице-король Италии
- 900 — 905: Людовик II Слепой (ок. 880—928), император Запада 901—905, король Нижней Бургундии 887—924, противник Беренгара Фриульского в 900—902 и 905.
- 922 — 933: Родольфо Бургундский (880—937), король Верхней Бургундии с 912, Нижней Бургундии с 933, изгнан из Италии.
- 926 — 945: Гуго Арльский (ок. 880—948), граф Арля ок.895 — 928, граф Вьенна ок.895 — 926, король Нижней Бургундии 928—933
- 945 — 950: Лотарь II (ок. 926—950)
- 950 — 964: Беренгар II Иврейский (ок. 900—966), маркграф Ивреи 924—964
- 950 — 964: Адальберт II Иврейский (ок. 932—972), соправитель отца

В 951 году Оттон I Великий вторгся в Италию и был коронован как «король Лангобардов». В 952 году Беренгар и Адальберт признали себя вассалами Оттона, однако в 961 году были свергнуты Оттоном.

### Королевство Италия в составе Священной Римской империи(962—1648)
- - 1002—1014: Ардуин Иврейский
  - 1093—1098: Конрад, сын императора Генриха IV

### Наполеоновское королевство Италия(1805—1814)
- Евгений Богарне, вице-король, представлял Наполеона I

### Списоккоролей Италии Нового времени
1. Виктор Эммануил II (1861—1878)
2. Умберто I (1878—1900)
3. Виктор Эммануил III (1900—1946)
4. Умберто II (май — июнь 1946)